# 저온 살균법

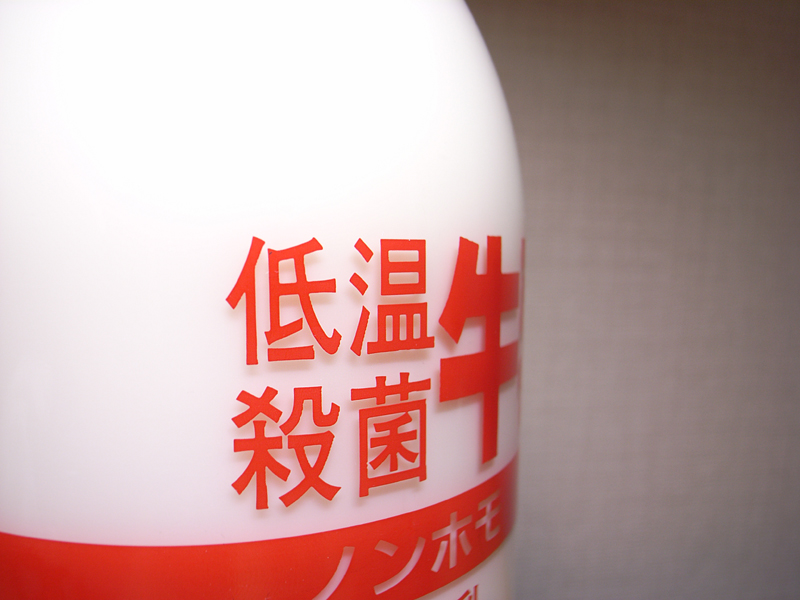
일본의 저온 살균 우유

저온 살균법(低溫殺菌法, 영어: pasteurization)이란 100 °C 이하의 저온으로 가열하여 병원균(박테리아, 원생동물문, 곰팡이, 효모 등), 비내열성 부패균과 변패균 등 미생물을 제거하는 방법을 말한다. 프랑스의 미생물학자인 루이 파스퇴르가 1864년에 고안 하였으며, 그의 이름을 따서 파스퇴르 살균법(pasteurization)이라고도 부른다. 포도주의 조기부패 원인을 찾고 장기보존 방법을 연구하던중에 고안하게 되었다.
우유와 포도주를 고온으로 가열하면 부패원인균은 제거되지만 우유는 엉키고 많은 영양성분이 함께 파괴되며, 포도주는 알코올이 모두 제거되어 품질이 손상된다. 따라서 60~80도에서 30~60분, 2회이상 가열하는 방식을 통하여 부패 원인균만 사멸시키거나 개체수를 줄일 수 있어 보존기간을 연장시킬 수 있다. 이와 같은 저온 살균법은 통조림 식품생산에서 100도 이상으로 가열하는 고온멸균법과는 차이가 있다.

## 역사

### 병조림 발명
석빙고가 고대로부터 사용되어 왔으나 현대적 개념의 냉장, 냉동기술이 개발된 시기는 19세기 후반이다. 상업용 냉장기술이 대중화되기 이전시대에 식재료나 식품을 오래 보관하기 위해서는 염장, 식초절임, 훈제, 건조 등의 방법을 사용하였다. 그러나 이런방법들은 일부 식품에만 적용이 가능한 한계가 있었으며 우유, 포도주, 맥주 등에는 적용할 수 없었다. 그런데 일본의 다문원일기(多聞院日記)의 기록에 따르면, 1117년 중국에서 술을 장기보존하기 위하여 저온 살균법을 실시했다고 한다.
1800년대 초에 프랑스 니콜라 아페르는 가열조리된 음식물을 용기속에 넣어 밀폐시킴으로써 음식물을 장기보존 하는 병조림을 발명하였다. 병조림에 관심을 보였던 프랑스 해군에서 3개월간의 실험을 진행하였는데, 콩과 완두콩으로 만든 음식물은 신선함을 유지하였으나 쇠고기 육수는 변질되고 말았다. 당시 아페르는 음식물 부패의 원인이 세균에 있다는 사실을 몰랐으며, 단지 수차례의 실험과 경험을 통하여 병조림을 발명했을 뿐이었기 때문에 발생한 결과였다. 식품부패의 원인이 미생물에 있다는 사실이 과학적으로 증명 된 시기는 19세기 후반이다.

### 포도주 부패 연구
1857년, 독일의 화학자 유스투스 폰 리비히를 포함한 다수의 과학자들은 발효가 순수하게 화학적이고 살아있는 유기체에 대한 간섭은 불필요하다고 주장하였다. 그러나 파스퇴르는 연구를 통해 미생물이 발효와 부패에 관여한다는 사실을 발표한후 이들의 주장을 반박하며 논쟁을 벌였다. 그러던중 1863년, 황제 나폴레옹 3세의 요청으로 파스퇴르는 포도주가 시간이 지나면 쉬게 되는 원인을 연구하게 되었다. 1860년에 영국과 자유무역협정을 체결하였는데, 포도주의 신선도를 오래 유지할 수만 있다면 수출량을 크게 증가시킬 수 있었기 때문이었다. 파스퇴르는 아흐부와의 포도농장에서 부패원인에 대한 연구를 시작하였다.

### 저온 살균법
파스퇴르는 현미경을 사용하여 이스트와 초산균이라는 두 가지의 복잡한 미생물의 형태 때문이라는 사실을 발견하였다. 나중에 이스트와 초산균은 발효과정의 핵심이었고 쉬어서 시큼해진 포도주 같은 다른 젖산은 식초를 생산하게 되었다.첫 번째 저온 살균법은 1864년 4월 20일 루이 파스퇴르와 그의 동료 클로드 베르나르에 의해 실시되었다. 파스퇴르는 포도주와 맥주의 질을 떨어트리는 미생물을 죽이기 위하여 단단히 밀봉된 탱크에 액체를 저장한 후, 짧은 기간 동안 온도를 44 °C 로 끌어 올리는 새로운 방식을 사용하였다.
실험의 결과에서 아세트산균의 개체수가 확연하게 줄어들고 보존성이 향상된다는 사실을 발견하였고 이 열처리법을 파스퇴르가 파즈보일링(Paz-boiling)이라고 명명하였다. 생산초기에 포도주를 데운다는 생각의 공포에도 불구하고 포도주의 가열과 비가열에 대한 많은 실험으로 살균과정의 효과성이 확정적으로 입증 되었다. 파스퇴르가 죽은 후에 그의 공적을 기리기 위해 이 새로운 살균공법을 "파스퇴라이제이션(Pasteurization)"이라고 불리게 되었다.

### 우유 저온살균
19세기말 독일의 화학자가 원유에 살균과정을 적용하였고 열처리는 세균을 파멸하는데 효과적이었다. 따라서, 중요한 보존과정으로 떠올랐을 뿐 아니라 소비자의 건강과 식품품질을 보존하기 위해 없어서는 안 되는 공정이 되었다. 하지만, 저온 살균법이 우유에 적용되기까지는 소비자들의 반대로 오랜 세월이 소요되었고 1898년, 낙농선진국 덴마크에서 파스퇴라이제이션법이 법제화되었다. 저온살균법은 오늘날 식품산업의 기초과정으로 위생의 표준으로 적용되고 현재 전 세계의 많은 식품안전의 보증이 되었고 미국에서는 찰스 노스는 1907년에 우유에 같은 파스퇴르 공법을 적용하는데 성공하였다.

## 저온 살균 공정

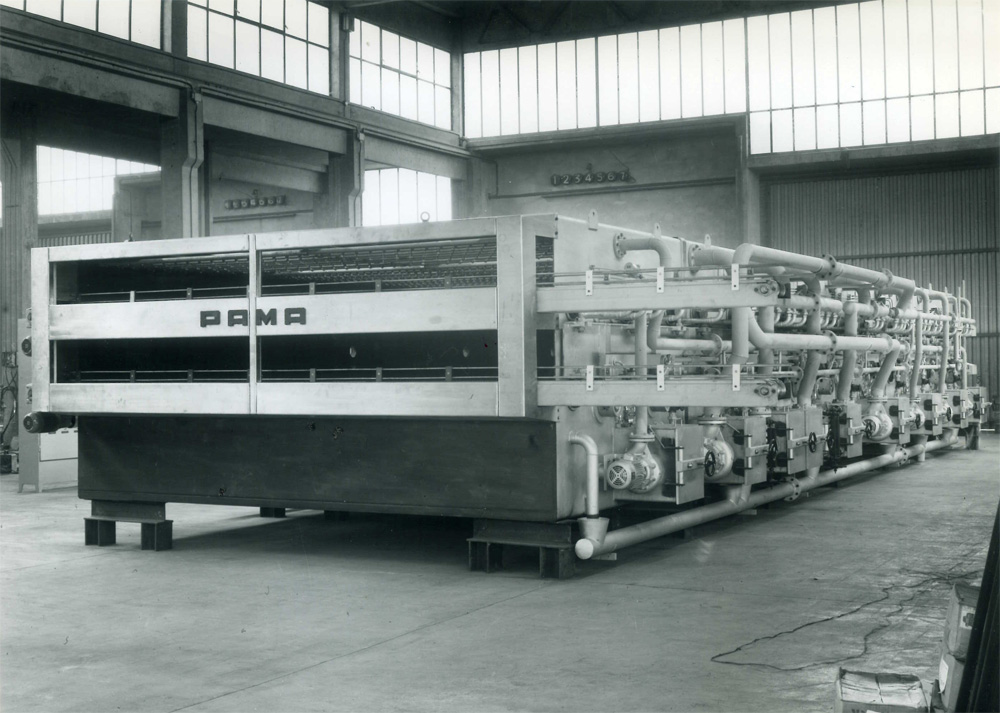
1960년대 이탈리아 PAMA 브랜드 우유의 저온살균 공정

저온 살균법은 음식을 만들때의 열처리이다. 열처리는 병원성 미생물의 개체수를 감소시키거나 음식의 향을 변질시키는 효소를 무능하게 하는 의도로 실시할 수 있다. 하지만 대부분의 경우, 끓는점을 넘어서면 어떠한 형태의 음식이던간에 되돌릴 수 없을 정도로 물리적, 화학적 특성이 변화하므로 저온살균법의 온도는 일반적으로 끓는점 아래에서 시행된다. 예를 들어 우유는 끓는점을 초과하는 경우 카제인의 교질 입자가 되돌릴 수 없을 정도로 응고된다. 카제인 칼슘의 경우 80도에서부터 변성을 일으켜 83도에서 소화가 힘든 제3인산칼슘으로 변성된다. 저온살균법의 열처리는 낮은 온도에서 완료하여도 효소작용을 멎게 하는 구실을 한다. 오늘날 식품 생산에서의 저온살균법은 에너지와 생산비용 절감을 목적으로 지속적으로 식품 산업 전반에 적용되고 있다
저온 살균 공정에는 실시온도와 시간에 따라 저온 장시간 처리(LTLT), 고온 단시간 처리(HTST), 최고온 처리(UHT) 등 세 가지로 분류할 수 있다.

### LTLT 처리(VAT 처리)
LTLT처리(LTLT;Low Temperature Long Time, VAT)는 저온살균법의 첫 번째 방식이었으나 식품 산업은 더 효율적인 다른 방법으로 변형한다. 이 과정은 냉장원유를 밀폐용기에서 63~65 °C로 가열한 후 그 온도에서 30분동안 유지한 뒤에 서서히 냉각한다. LTLT 살균에 사용되는 온도와 시간 조건은 병원성 미생물의 사멸을 목적으로 하며 병원체 중에 특히 내열성이 강한 결핵균의 열사멸효과 조건인 61.1 °C에서의 30분동안의 열처리 조건을 기준으로 하며, 원유 중 세균의 약 95~97%를 사멸 시킨다. 이 조건은 원유의 포스파타아제(phosphatase)의 실활조건과 거의 일치하기 때문에 LTLT살균효과 판정에 포스파타아제 시험을 적용시키고 있다. LTLT 살균의 1차 목적은 제품의 안정성을 확보하고 우유의 보존성을 높이는데 있으며, 그 살균조건 하에서 우유에 존재하는 여러 종류의 효소를 파괴한다.

### HTST 처리

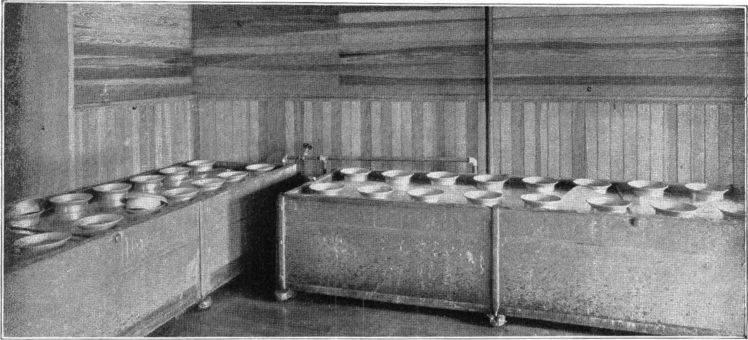
유가공 산업 초기에 일괄 처리를 하기전 냉장상태

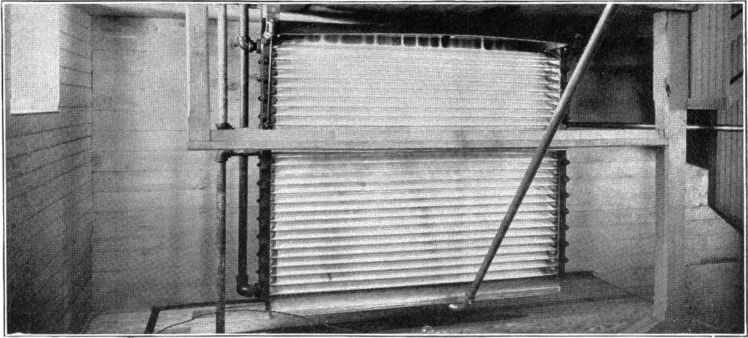
유가공 산업 초기의 판형 열교환기를 이용한 저온살균기

HTST 처리(HTST; High Temperature/Short Time)는 원칙적으로 우유나 유제품, 과일 주스, 맥주 같은 액상에 채택된다. 높은 온도에 짧은 시간동안 음식을 노출시켜 아주 편리하고, 산업 설비의 유지 보수 비용을 절감하는데 유용하다. 하지만 살균처리 과정 전반에 걸쳐서 아주 정밀하고 엄격한 관리가 요구되어, 우수한 인재가 필요한 것이 단점이다.
HTST 살균법은 두 가지가 있는데, 일괄 처리 방식과 스트리밍 처리 방식이다. 두 방법 모두 같은 온도(72 °C에서 15초간)에서 실시된다.
- 일괄 처리: 오토클레이브(고압솥)에 많은 양의 우유를 가열하는 방법으로 오늘날 작은 용기의 제품의 살균에 사용된다. 아주 간편한 것이 장점이다.
- 스트리밍 처리: 판형 열교환기(Plate-type heat exchanger)를 이용하여 비교적 짧은 시간

에 지속적으로 아주 많은 양을 살균할 수 있어서 가장 큰 규모의 식품 산업에 사용된다.

### 초고온 처리
초고온 처리(UHT; Ultra-High Temperature)는 HTST와 동일한 방법에서 HTST 처리보다 높은 온도인 약 138 °C에서 최소 2초 동안 멸균 처리를 한다. HTST가 균의 감소를 목적으로 하는 반면  초고온 처리는 멸균법에 가깝고 세균을 완벽하게 사멸시켜 보존성을 극대화 하는데 목적을 둔다.  우유에서 울트라 파스퇴라이지드(Ultrapasteurized)나 단순히 "UHT"로 표시되어 있으면 초고온 처리로 살균했다고 이해하면 된다.

## 저온 살균 역학
저온 살균법은 첫째로 화학반응속도론을 따른다. 주어진 온도 T에서 생존해있는 미생물의 수를 N으로 하고, No은 최초의 미생물의 수를 나타낸다. Kd는 온도로 인한 사망률 상수(미생물이 죽는 속도)이다. 미생물 수의 감소는 다음 공식의 지수 함수에 따라 결정된다.
{\displaystyle N=N_{o}e^{-K_{d}T}}
이 수식은 온도에 따라 미생물의 진화를 측정하는데 중요하며 식품 산업에서 기초이자 이른바 생존의 다이어그램이라고 불린다. 미생물의 사망률과 온도 사이의 상관관계는 아레니우스의 식을 따른다.

## 살균과정의 외부 요소

### 음식의 산도
산도는 세균 유기체의 생존의 범위를 결정짓는다. 주요 핵심은 pH 산도로 역사적으로 약산성 음식의 살균을 고려하여었다. 클로스트리듐 보툴리누스균과 같은 독성 세균의 대부분은 pH4.5 이하의 강산에서 활동하지 못한다.(간단하게 레몬 즙이 세균들을 비활성화 시킨다.) 우유, 채소, 고기, 생선, 등 높은 pH의 약산성 음식일 경우 121 °C에서 3분 동안 열처리(또는 동등한 효과의 열처리)를 필요로 하고 소량으로 가공해야 한다. 하지만 이러한 식품의 대부분은 식초, 레몬 즙 등을 첨가하거나 단순히 효모를 사용하여 산도를 변경한다. 이러한 효과의 이유는 미생물들이 살기 좋은 상태의 pH를 단지 미생물이 살기 힘든 상태의 pH로 바꿔주어 미생물 활동의 비활성화로 속이는 것이다.

### 유기체의 저항력
음식에 있는 바실러스 세레우스 균(저온에서도 번성하는 바실러스균), 바실러스 스테로서모필러스 균들과 같은 미생물과 세균 일부는 저온 살균법까지 저항하며 생장한다.

### 음식의 형태
음식의 외부 표면은 저온 살균을 하는데 영향을 준다. 가장 나쁜 경우는 구체와 같은 음식이며 액상음식의 경우에는 가열과 냉각에 대한 온도 변화에 최적의 상태이다.

### 음식의 열특성
식품 중 일부는 열용량, 열전도성, 열관성과 같은 몇가지 열특성으로 인하여 저온살균과정의 최종 결과물에 간접적으로 영향을 미친다.
열용량음식의 단위 질량 당 에너지의 양을 온도가 오를 때까지 주입해야 한다.
열전도성열전도성이 낮은 음식은 균등하게 살균되지 못한다.
열관성열관성이 높은 음식이 열관성이 낮은 음식보다 지나치게 살균이 될 수 있다.

## 살균 온도 식품

### 우유에서의 살균법
대한민국의 음용우유
- 저온살균(저온장시간살균): 63 °C에서 30분 (LTLT),
- 고온살균(고온단시간살균) : 72~75 °C에서 15초 (HTST)
- 초고온살균(초고온순간살균) : 120~130 °C에서 2~3초
- 멸균유: 80~85 °C, 5~6분 + 140~145 °C에서 2초

유럽식 음용우유
- 저온살균(저온장시간살균): 63 °C에서 30분 (LTLT),
- 고온살균(고온단시간살균): 72~75 °C에서15초 (HTST)
- 초고온살균(초고온순간살균) : 135~150 °C에서 0.5~4초
- 멸균유: 80~85 °C에서 5~6분

### 주스에서의 저온 살균법

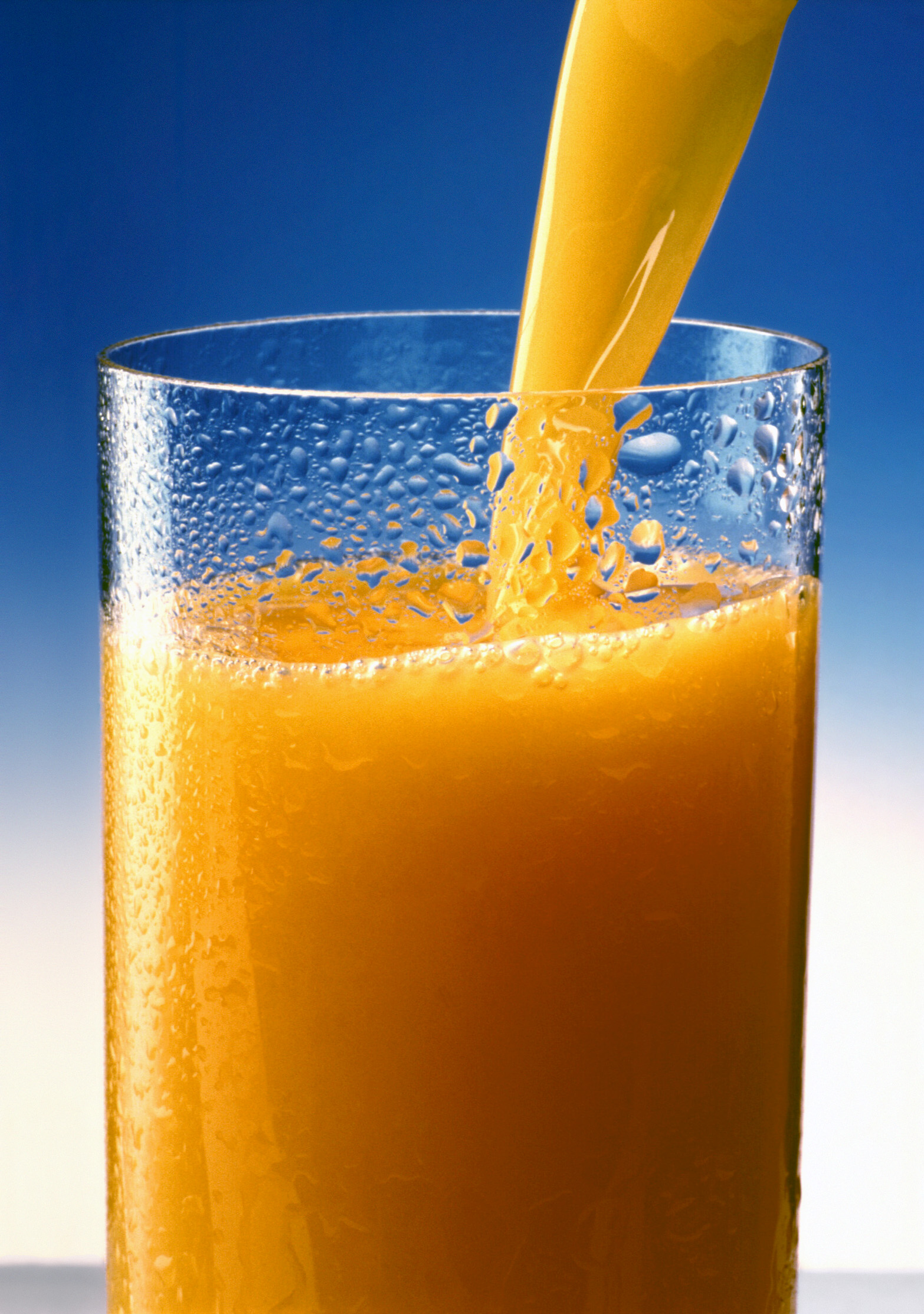
오렌지 주스

#### 과일 주스의 일반 미생물
주스는 선천적으로 다양한 미생물을 포함하고 있기 때문에 반드시 저온 살균 과정을 거쳐 미생물의 수를 줄여야 한다. 사과 주스에는 살모넬라 티피뮤리움 균, 크립토스포리디움 균, 대장균이 들어있고, 오렌지 주스에는 일반적으로 바실루스 세레우스 균, 장티푸스 균과 살모넬라 하트퍼드 균이 들어있다. 그리고 당근 주스와 같은 녹즙(채소 주스)에도 보툴리누스 균이 들어있다.

#### 주스에서 저온 살균 효과
주스는 폴리페놀 산화효소의 악화 때문에 음료의 색상이 변화거나 갈변될 수 있다. 이 현상은 액체에 산소가 부분적으로 존재하기 때문이다. 따라서 주스와 넥타를 위하여 저온 살균 공정을 시작하기 전에 공기를 밖으로 배출한다. 마찬가지로 비타민C와 카로틴의 손실도 공기에 노출되기 이전보다 감소된다.

### 그 외 저온 살균 식품
우유와 주스 밖의 다른 식품에서도 식품산업으로 인하여 저온 살균법이 실시되며 원칙적으로 액체나 반액체 상태의 식품에서만 실시한다. 다음은 가장 자주 사용되는 식품들이다:
- 생수
- 병음료 (소프트드링크)
- 맥주
- 아이스크림
- 유제품(우유, 버터 등)
- 꿀
- 달걀 (살모넬라 균)
- 피클
- 드레싱 (케첩, 마요네즈 등)
- 수프, 가스파초
- 사이다[22]
- 포도주
- 과즙과 녹즙

## 같이 보기
- 루이 파스퇴르
- 통조림
- 유제품